# Thank You for the Music (album)
Thank You for the Music è un album di raccolta del gruppo pop svedese ABBA, pubblicato nel 1983.

## Tracce
1. My Love, My Life – 3:52
2. I Wonder (Departure) – 4:38
3. Happy New Year – 4:23
4. Slipping Through My Fingers – 3:51
5. Fernando (Spanish Version) – 4:15
6. One Man, One Woman – 4:35
7. Eagle – 5:51
8. I Have a Dream – 4:44
9. Our Last Summer – 4:23
10. The Day Before You Came – 5:51
11. Chiquitita – 5:26
12. Should I Laugh or Cry – 4:26
13. The Way Old Friends Do (Live) – 2:53
14. Thank You for the Music – 3:48